# Baranyai Imre
Baranyai Imre (Alap, 1902. március 14. – Budapest, 1961. november 30.) magyar író, tankönyvíró, eszperantista.
Álneve (EMBA) nevének eszperantó alakjának, az EMeriko BAranjai-nak az első két betűjéből származik.

## Életpályája
1925-ben kezdett eszperantót tanulni, és 1928-ban csatlakozott először a budapesti eszperantó mozgalomhoz. Abban az időben az eszperantó toborzás veszélyes volt, és csak néhány kis csoport létezhetett az országban. Mivel hazájában kevés eszperantista élt, a szerző levelek útján fordult külföldre. 1930-ban csatlakozott a SAT-hoz.
Írói munkájának és szorgalmának köszönhetően számos külföldi eszperantó barátra lelt. Akkoriban számos SAT-szervnél dolgozott, sőt Szilágyi Ferenc jóvoltából a Norda Prismóban is helyet kapott. 1931-ben a SAT irodalmi szekciójának titkára lett.
Élethosszig tartó betegsége olyan súlyos volt, hogy soha egyetlen SAT kongresszuson sem sikerült részt vennie; egészségi állapota annyira rossz volt, hogy nem hagyhatta el hazáját. Többször is szanatóriumba kellett mennie, hogy visszanyerje egészségét.
1933-ban felesége fiút szült, de a fiú nem élt sokáig, éhenhalt. Kisfia gyászában megírta az „Örök altatódal” (1933) című művét.
Az 1945-ös háború után egészségi állapota némileg javult, és életkörülményei is stabilizálódtak – valamivel több mint egy évig fokozta az eszperantó nyelvi erőfeszítéseit, és örömteli verseket írt. Sajnos ez nem tartott sokáig, aztán újra megbetegedett, és az élete ismét nehezebbé vált. Csak 1961-ben jelent meg a következő verse: a „La Popolo”.
Élete utolsó évében keményen dolgozott egy könyv összeállításán, abban a reményben, hogy végül megjelenik. 1961 novemberében halt meg, a nyomtatott könyvet soha nem tarthatta kezében.

## Családja
Szülei Baranyai Imre és Toldi Erzsébet voltak. 1927. január 16-án, Budapesten házasságot kötött Gárdonyi Juliannával.

## Művei
- Eszperantó nyelvtan (12 leckében, magántanulók és tanfolyamok részére, Budapest, 1947)[5]

## Fordítás
- Ez a szócikk részben vagy egészben  az   Imre Baranyai című eszperantó Wikipédia-szócikk ezen változatának fordításán alapul.  Az eredeti cikk szerkesztőit annak laptörténete sorolja fel. Ez a jelzés csupán a megfogalmazás eredetét és a szerzői jogokat jelzi, nem szolgál a cikkben szereplő információk forrásmegjelöléseként.